# Nick Powell
Nicholas Edward Powell, detto Nick (Crewe, 23 marzo 1994), è un calciatore inglese, centrocampista del Bradford City.
È il primatista di reti (3) con la maglia del Wigan nelle competizioni calcistiche europee.
Nel 2012 è stato inserito nella lista dei migliori calciatori nati dopo il 1991 stilata da Don Balón.

## Carriera

### Club

#### Crewe Alexandra
Nick Powell iniziò la sua carriera da professionista in tenera età, esordendo col Crewe Alexandra in League 1 appena sedicenne (inizialmente nel ruolo di attaccante). Dopo una prima annata con troppi alti e bassi, la definitiva esplosione avviene nell'annata 2011-2012, chiusa con 14 goal in quasi 40 partite (e soprattutto con l'arretramento a centrocampo). Tanto che, a fine anno, viene prelevato dal Manchester United per una cifra record di circa 6 milioni di sterline. Cifra che lo ha portato al secondo posto tra i calciatori più pagati provenienti dalla terza serie inglese (dopo Fabian Delph, passato nel 2009 dal Leeds United all'Aston Villa per circa 8mln. di sterline).

#### Manchester United e vari prestiti
Il 21 luglio 2012 avviene l'esordio nello United in un'amichevole contro l'Ajax Cape Town, in Sudafrica. L'esordio ufficiale avviene il 15 settembre nell'incontro di campionato contro il Wigan. Subentrato al 77º minuto al posto di Giggs, ha siglato nella stessa giornata il suo primo goal in maglia dei Red Devils.
Il 2 settembre 2013 passa in prestito al Wigan.
Il 1º settembre 2014 passa in prestito al Leicester City.

### Nazionale
Ha giocato nelle nazionali giovanili inglesi Under-16, Under-17, Under-18, Under-19 ed Under-21.

## Statistiche

### Presenze e reti nei club
Statistiche aggiornate al 10 giugno 2016.
| Stagione                 | Squadra                  | Campionato               | Campionato | Campionato | Coppe nazionali | Coppe nazionali | Coppe nazionali | Coppe continentali | Coppe continentali | Coppe continentali | Altre coppe | Altre coppe | Altre coppe | Totale | Totale |
| Stagione                 | Squadra                  | Comp                     | Pres       | Reti       | Comp            | Pres            | Reti            | Comp               | Pres               | Reti               | Comp        | Pres        | Reti        | Pres   | Reti   |
| ------------------------ | ------------------------ | ------------------------ | ---------- | ---------- | --------------- | --------------- | --------------- | ------------------ | ------------------ | ------------------ | ----------- | ----------- | ----------- | ------ | ------ |
| 2010-2011                | Crewe Alexandra          | FL2                      | 17         | 0          | FACup+CdL       | 1+0             | 0               | -                  | -                  | -                  | FLT         | 0           | 0           | 18     | 0      |
| 2011-2012                | Crewe Alexandra          | FL2                      | 38+3       | 14+1       | FACup+CdL       | 1+1             | 0               | -                  | -                  | -                  | FLT         | 1           | 1           | 44     | 16     |
| Totale Crewe Alexandra   | Totale Crewe Alexandra   | Totale Crewe Alexandra   | 55+3       | 14+1       |                 | 3               | 0               |                    | -                  | -                  |             | 1           | 1           | 62     | 16     |
| 2012-2013                | Manchester United        | PL                       | 2          | 1          | FACup+CdL       | 0+2             | 0               | UCL                | 2                  | 0                  | -           | -           | -           | 6      | 1      |
| 2013-2014                | Wigan                    | FLC                      | 31         | 7          | FACup+CdL       | 3+1             | 2+0             | UEL                | 6                  | 3                  | -           | -           | -           | 41     | 12     |
| ago.-set. 2014           | Manchester United        | PL                       | 0          | 0          | FACup+CdL       | 0+1             | 0               | -                  | -                  | -                  | -           | -           | -           | 1      | 0      |
| set. 2014-gen. 2015      | Leicester City           | PL                       | 3          | 0          | FACup+CdL       | -               | -               | -                  | -                  | -                  | -           | -           | -           | 3      | 0      |
| gen.-giu. 2015           | Manchester United        | PL                       | 0          | 0          | FACup+CdL       | 0               | 0               | -                  | -                  | -                  | -           | -           | -           | 0      | 0      |
| 2015-feb. 2016           | Manchester United        | PL                       | 1          | 0          | FACup+CdL       | 0+0             | 0+0             | UCL                | 1                  | 0                  | -           | -           | -           | 2      | 0      |
| Totale Manchester United | Totale Manchester United | Totale Manchester United | 3          | 1          |                 | 3               | 0               |                    | 3                  | 0                  |             | -           | -           | 9      | 1      |
| feb. 2016-mag. 2016      | Hull City                | FLC                      | 3          | 0          | FACup+CdL       | 2+0             | 0+0             | -                  | -                  | -                  | -           | -           | -           | 5      | 0      |
| Totale carriera          | Totale carriera          | Totale carriera          | 95+3       | 22+1       |                 | 12              | 2               |                    | 9                  | 3                  |             | 1           | 1           | 120    | 29     |

## Palmarès

### Club

#### Competizioni nazionali
- Campionato inglese: 1

Manchester United: 2012-2013
- Community Shield: 1

Manchester United: 2013
- Football League One: 1

Wigan: 2017-2018
- Campionato inglese di quarta divisione: 1

Stockport County: 2023-2024

### Premi individuali
- Football League Young Player of the Month – December 2011
- League Two Apprentice of the Year award – 2012